# De divinatione
De divinatione ist ein um 44 v. Chr. verfasster Dialog des Marcus Tullius Cicero. Er behandelt darin die Frage, ob es eine „echte“, in der Wirklichkeit begründete Wahrsagung oder Prophetie (divinatio) gibt oder nicht. Cicero definiert mit Chrysipp divinatio als die Fähigkeit, welche die Zeichen erkenne, sehe und erkläre, die von den Göttern den Menschen dargeboten würden.

## Entstehung und Aufbau
Cicero verfasst vom Herbst 45 v. Chr., bis Mai 44 v. Chr. die drei thematisch zusammengehörigen Werke De natura deorum, De divinatione und De fato über Religion und Theologie.
 Das Buch ist als Gespräch zwischen Cicero und seinem Bruder Quintus auf dem Landgut bei Tusculum gestaltet. Im Buch 1 verficht Quintus die Bedeutung der divinatio mit einer Vielzahl von Beispielen. Im Buch 2 widerlegt Cicero diese Beispiele und bringt grundsätzliche Einwendungen gegen die divinatio.

## Inhalt

### Inhalt des Buchs 1
Quintus Tullius Cicero behandelt in seiner Rede sehr verschiedene Praktiken der divinatio anhand von Beispielen. Die wichtigsten sind die römischen Auspizien [u.a.29], die römischen Auguren [u. a. 105], Eingeweideschau etruskischen Ursprungs [u. a. 119], römische [u. a. 58, 59] und griechische [u. a. 54] Träume, griechische Orakel [u. a. 37], griechische Wahrsagung in Raserei [u. a. 34].

### Inhalt des Buchs 2
Cicero beginnt Buch 2 mit einer Aufzählung der Bücher, die er seit seinem erzwungenen Rückzug aus dem politischen Leben verfasst hat. Dadurch hat er Trost gefunden und eine Möglichkeit, den Mitbürgern zu nützen.
Dann widerlegt er die Beispiele seines Bruders, wobei er ihnen Zufall und Erfindung unterstellt. Er wird dabei teilweise sarkastisch, spricht etwa davon, dass „jene Kraft ... infolge des Alters gleichsam verdunstet ist“ oder zitiert Hannibal bzgl. der Eingeweideschau: „Tatsächlich, du traust lieber einem Stückchen Kalbfleisch als einem alten General?“ In diesem Zusammenhang überliefert er als altbekanntes Diktum Catos den Satz über das sprichwörtliche Lächeln der Eingeweihten: „Immer noch bekannt ist jenes alte Bonmot Catos, er wundere sich darüber, dass ein Opferdeuter beim Anblick eines anderen Opferdeuters nicht lachen müsse“. Obwohl dabei nicht von Auguren, sondern von haruspices die Rede ging als Augurenlächeln in den Sprachschatz ein.
Lediglich die Auspizien ([70] – [82]) lässt Ciero gelten, da sie Bestandteil des römischen Staatswesens sind. Aber auch sie bezeichnet er als sinnentleert.
In den letzten Abschnitten unterscheidet Cicero streng zwischen Religion und Aberglaube, dem er die divinatio weitgehend zuordnet. Während die Religion, gefördert durch die Einrichtungen der Ahnen, und die Schönheit und Ordnung des All zu bejahen sei, müsse der Aberglaube abgelehnt werden.

## Überlieferung und Weiterwirken
Cicero wird von einigen antiken Autoren, darunter Valerius Maximus und Plinius der Ältere benutzt.
Abschriften des Werkes haben sich bis in die Gegenwart erhalten: Vossianus Lat. Fol. 84 und 86 (Leiden), 9. Jh., Vindobonensis Lat. 189 (Wien), 9. Jh., Leidensis Lat. 118 (Leiden), 11. Jh. und Florentinus Marcianus Lat. 257 (Florenz), 9. Jh.

## Textausgabe, Übersetzung und Kommentar
- Wilhelm Ax (Hg.): M. Tvlli Ciceronis scripta qvae manservnt omnia, Fasc. 46: De divinatione. De fato. Timaevs, Stuttgart 1977. (Nachdruck der 1. Auflage, Leipzig 1938)
- Marcus Tullius Cicero: Über die Wahrsagung, herausgegeben, übersetzt und erläutert von Christoph Schäublin, München und Zürich, 1991.
- David Wardle: Cicero on divination. De divinatione, book 1, Oxford 2006.